# Janvier 1894

## Événements
- Le khédive d'Égypte Abbas Hilmi II encourage la résistance à l’occupation britannique. Il incite les troupes égyptiennes à critiquer leur commandant en chef, le britannique Kitchener. Menacé de renvoi, le khédive doit finalement accepter le retour de Nubar Pacha à la tête du gouvernement (16 avril).
- Mise en service du Canal de Corinthe.

- 10 janvier[1] : le polytechnicien Marc Sangnier fonde le journal le Sillon, et veut « mettre au service de la démocratie française les forces sociales du catholicisme ».

- 25 janvier : la Force publique de l'État indépendant du Congo s'empare de Kabambare, s'assurant désormais de la maîtrise quasi complète du territoire à la suite des campagnes contre les Arabo-Swahilis.

- 29 janvier : le roi d’Abomey (Dahomey) Béhanzin se soumet après deux ans de luttes. Il est déporté à la Martinique, puis en Algérie où il meurt en 1906.

## Naissances
- 7 janvier : Maximilien Kolbe, homme d'église polonais († 14 août 1941).
- 11 janvier : Paul Wittek, historien autrichien († 13 juin 1978).
- 18 janvier : Romain Bellenger, coureur cycliste français († 25 novembre 1981).
- 25 janvier : Ascensión Chirivella Marín, avocate espagnole († 9 avril 1980).
- 29 janvier : Karl Meyer, as de l'aviation allemande de la Première Guerre mondiale († 31 décembre 1917).